# Dravidoseps
Dravidoseps — рід ящірок родини сцинкових (Scincidae). Включає 8 видів.

## Таксономія
Рід Dravidoseps запропоновний у 2024 році командою індійських герпетологів. Сюди перенесли один вид з роду Riopa (R. goaensis) і два види з роду Subdoluseps (S. pruthi та S. nilgiriensis), а також описали п'ять нових видів. Члени Dravidoseps є першими відомими живородними сцинками з півострова Індії та єдиними відомими живородними лігозомінами, крім кількох видів східноафриканських мохлусів.

## Назва
Родова назва Dravidoseps — поєднання санскритського «Дравіда», що відноситься до корінних мешканців південної Індії та Шрі-Ланки (дравідів), і давньогрецького «сепс» для змієподібної істоти, яке раніше використовувалося в родових назвах сцинків.

## Види
- Dravidoseps gingeeensis Agarwal, Thackeray & Khandekar, 2024
- Dravidoseps goaensis (Sharma, 1976)
- Dravidoseps jawadhuensis Agarwal, Thackeray & Khandekar, 2024
- Dravidoseps kalakadensis Agarwal, Thackeray & Khandekar, 2024
- Dravidoseps nilgiriensis Ganesh, Srikanthan, Ghosh, Adhikari, Kumar & Datta-Roy, 2021
- Dravidoseps pruthi (Sharma, 1976)
- Dravidoseps srivilliputhurensis Agarwal, Thackeray & Khandekar, 2024
- Dravidoseps tamilnaduensis Agarwal, Thackeray & Khandekar, 2024